# Skyang Kangri
Skyang Kangri (en urdú سکیانگ کنگری), o Staircase Peak, és un important cim de la Baltoro Muztagh, una serralada secundària del Karakoram. Es troba a la frontera entre el Pakistan i la Xina. Una collada a 6.460 msnm el separa de l'espatlla est del K2, el segon vuit mil més alt. Amb 7.545 msnm i una prominència de 1.085 metres, és la 44a muntanya més alta de la Terra. El nom "Staircase Peak" es refereix a la cara est, que s'assembla a una escala gegant amb cinc graons.
La glacera de Godwin-Austen discorre pel vessant sud del Skyang Kangri i flueix cap a l'est del K2, fins a Concòrdia.

## Geografia
El Skyang Kangri presenta tres cims, dos amb alçades molt similars i propers entre ells, i el Skyang Kangri Oest, un quilòmetre a l'oest i amb una altura de 7.174 metres, que és un dels cims verges més alts del món.
| Sommet              | Altura (m) | Coordenades                                          | Prominència |
| ------------------- | ---------- | ---------------------------------------------------- | ----------- |
| Skyang Kangri       | 7.545      | 35° 55′ 36″ N, 76° 34′ 03″ E / 35.92667°N,76.56750°E | 1.045       |
| Skyang Kangri II    | 7.533      | 35° 55′ 36″ N, 76° 34′ 02″ E / 35.92667°N,76.56722°E | 93          |
| Skyang Kangri ouest | 7.174      | 35° 55′ 40″ N, 76° 32′ 53″ E / 35.92778°N,76.54806°E | 184         |

## Escalada
El Skyang Kangri va ser intentat per primera vegada pel reconegut escalador i explorador Lluís Amadeu de Savoia-Aosta, Duc dels Abruços, el 1909, durant una expedició al K2. Van intentar la cara est, la mateixa cara que s'intentà en un posterior intent fallit el 1975 amb final tràgic. La primera ascensió es va realitzar el 1976 per una expedició japonesa, que va pujar a la cresta est sense cap incident remarcable.
El 1980 els coneguts escaladors estatunidencs Jeff Lowe i Michael Kennedy van intentar la cara oest del Skyang Kangri, però hagueren de fer-se enrere en assolir els 7.070 metres. Una expedició russa comandada per Nikolai Zakharov en va fer un intent el juliol de 2008.